# Doniphan County
Doniphan County is een county in de Amerikaanse staat Kansas.
De county heeft een landoppervlakte van 1.016 km² en telt 8.249 inwoners (volkstelling 2000). De hoofdplaats is Troy.

## Bevolkingsontwikkeling

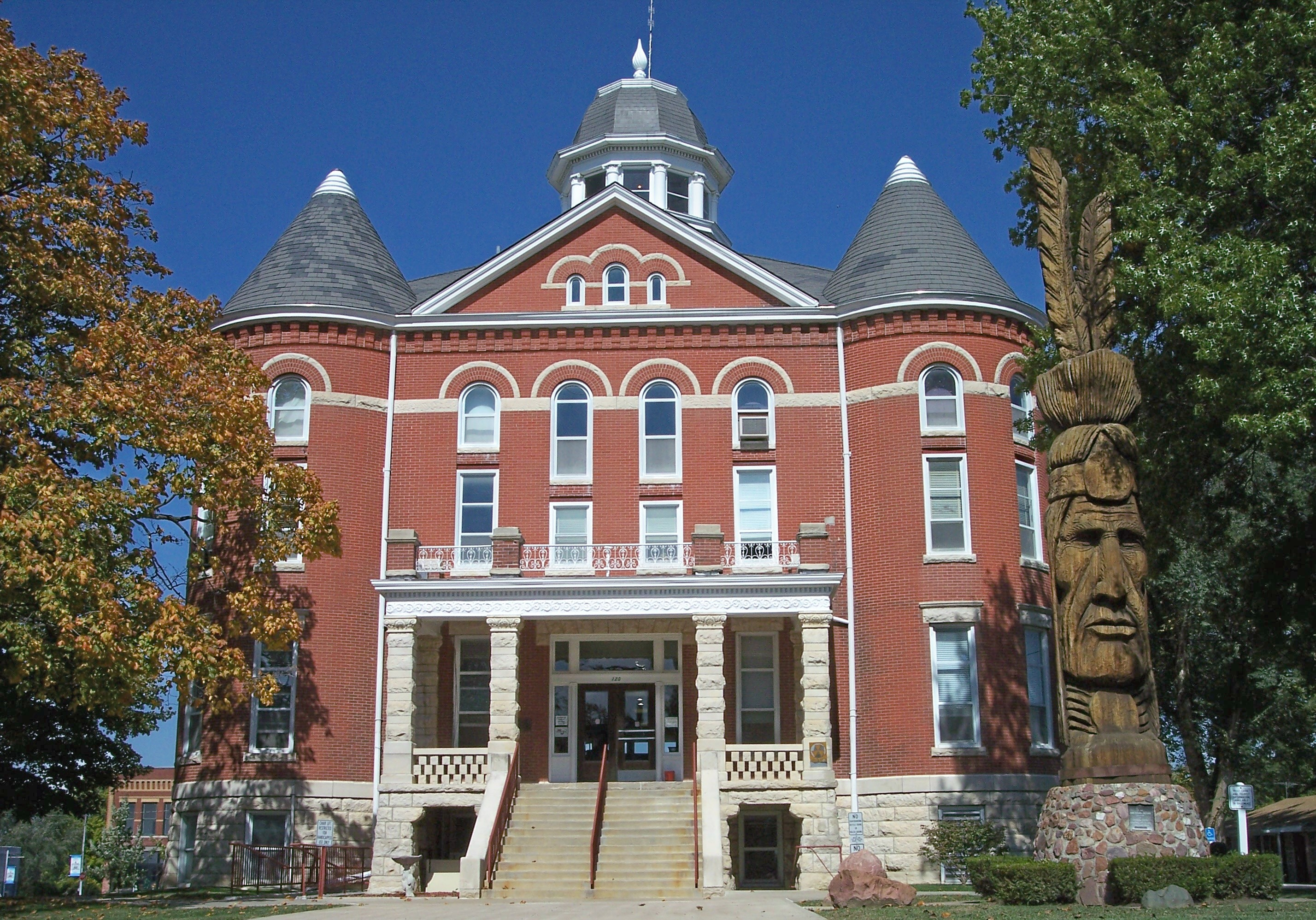
Doniphan County Courthouse